# فورخس
فورخس (اسپانیایی: Forges‎؛ ۱۷ ژانویهٔ ۱۹۴۲ – ۲۲ فوریهٔ ۲۰۱۸) کاریکاتوریست، طنزپرداز گرافیکی و کارگردان فیلم اهل اسپانیا بود.
وی همچنین برندهٔ جوایزی همچون جایزه کرئو د سان جردی شده‌است.